# Euglena (entreprise)
euglena Co., Ltd (ユーグレナ, Yūgurena) est une entreprise japonaise qui cultive et exploite l'euglena, un type de microalgue. La société est fondée en 2005 et est actuellement basée à Tokyo dans le quartier de Minato (Tokyo). L'entreprise est présente dans les domaines de l'alimentaire, des cosmétiques ainsi que du biocarburant. En effet, depuis 2010, l'entreprise fait des recherches sur l'euglena comme source potentielle de biocarburant. Euglena entre en 2014 dans la section principale de la bourse de Tokyo,.

## Chronologie
La société est fondée en 2005 et débute sa production d’euglena. En 2010, elle commence ses recherches sur le biocarburant. Elle entre à la bourse de Tokyo en 2012 (dans la section Mothers, acronyme pour "Market of the high-growth and emerging stocks"), puis dans la section principale de la bourse en 2014.
En 2018 a société finit la construction d’une usine de production de biocarburant incorporant de l’euglena, à Yokohama. Sa capacité de production est de 125 000 litres par an.

## Biocarburant

### Biodiesel

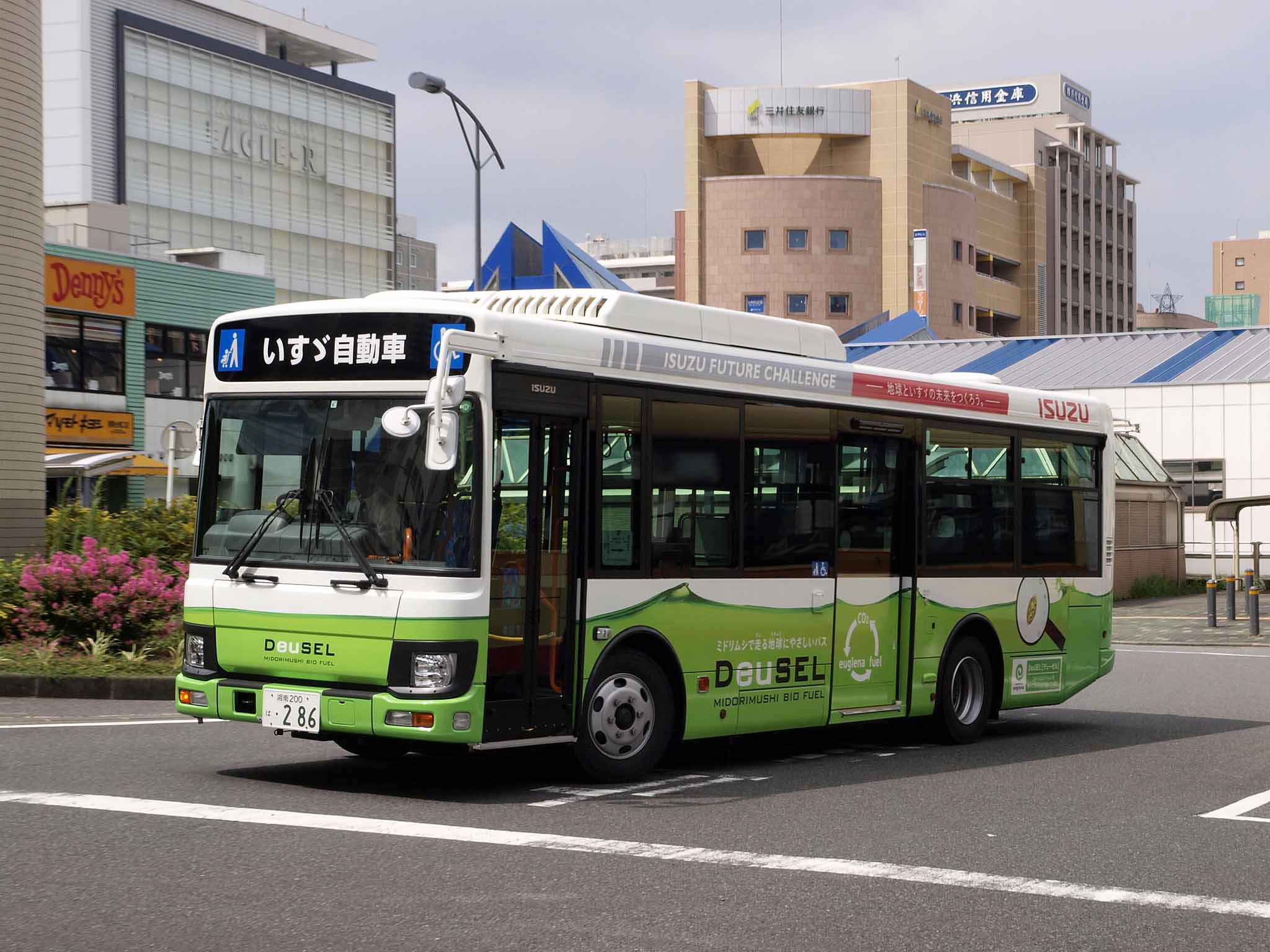
Bus Isuzu roulant au biocarburant produit par Euglena, juillet 2017

En 2015, Euglena Co., Ltd effectue des premiers essais de biodiesel pour bus en partenariat avec le constructeur automobile japonais Isuzu. Le carburant est fonctionnel, les bus roulent durant l’année 2015 parcourant 88 kilomètres par jour, mais le biocarburant ne comporte alors qu'un pour cent d’euglena, le reste étant composé de carburant standard et de biocarburant issu d'huile alimentaire (l'huile alimentaire est fréquemment utilisée pour les biocarburants de seconde génération). Toutefois, la proportion de carburant diesel standard et de biocarburant n'est pas indiquée. En 2019, à l'occasion du G20 qui se tient à Osaka, l'entreprise Euglena fait la démonstration d'un biocarburant composé de 26 % d'euglena.

### Biocarburant pour avion
La société a pour ambition de développer du biocarburant pour avion, et a annoncé vouloir l’utiliser à l’occasion des Jeux olympiques d'été de 2020 pour la première fois. En 2018, Euglena signe un partenariat avec All Nippon Airways, une des principales compagnies aériennes japonaises. En novembre 2019, aucun avion n’a encore volé avec du biocarburant produit par la société,.

## Projet de développement avec la Grameen Bank
Les relations entre Euglena et la Grameen Bank (banque bangladaise de micro-crédit, fondée par Muhammad Yunus, prix Nobel de la paix 2006) commencent quand Mitsuru Izumo, fondateur et directeur d'Euglena, fait un stage dans la banque durant ses études à l'université de Tokyo. En 2014, Euglena et la Grameen Bank lancent conjointement le projet "Grameen Euglena". Il consiste à aider des agriculteurs bangladais à produire des haricots mungo et à les exporter au Japon, à travers des mécanismes de micro-crédit et de transferts de technologie (depuis le Japon). Cela permet de diversifier à la fois la production agricole bangladaise, et les sources d'approvisionnement japonaises de haricot mungo (le Japon étant un grand consommateur),,.

## Produits alimentaires et cosmétiques
Depuis 2005, les produits alimentaires et les cosmétiques à base d'euglena représentent la majorité des revenus de l'entreprise (99 % en 2018). La microalgue euglena, réunissant des caractéristiques à la fois animale et végétale, est riche en nutriments (vitamines, fibres et minéraux) et l'entreprise Euglena n'est pas la seule à exploiter ces propriétés dans des produits alimentaires ou des cosmétiques.